# 鋇硬錳礦
鋇硬錳礦（法語：Romanèchite）（(Ba,H
2O)
2(Mn4+,Mn3+)
5O
10）是一種礦物質混合物，主要成分為硬锰矿組，大多數硬锰矿組不是純礦，鋇硬錳礦是有價的錳礦石，用於煉鋼和鈉電池生產。屬單斜晶系結構，硬度6，比重4.7-5。鋇硬錳礦是由氧化錳八面體形成的結構。
鋇硬錳礦與赤鐵礦、重晶石、軟錳礦、石英等錳氧化物礦物伴生。產地包括中國大陸、法國、德國、英國、巴西、印度和美國的亞利桑那州、弗吉尼亚州、田納西州和密歇根州，以及整個阿巴拉契亚山脉。